# Nanning
Pour les articles homonymes, voir Nanning (homonymie).
Nanning (chinois simplifié : 南宁 ; chinois traditionnel : 南寧 ; pinyin : Nánníng; zhuang : Nanzningz) est la capitale de la région autonome zhuang du Guangxi en Chine. On y parle principalement le pinghua, un dérivé du cantonais. Elle est aussi appelée la « ville verte » en raison de son abondante flore tropicale.

## Géographie
Nanning se situe dans la partie sud du Guangxi, à 160 km de la frontière du Vietnam. Elle est l'intersection de trois affluents de la rivière Yong, elle-même affluente des rivières Xi, Yu, You et Zuo. Nanning est traversée de part en part par la rivière Yong, coupant littéralement la ville en deux. Son altitude est comprise entre 70 et 500 m. La partie sud de la ville est dominée par la colline Qingxiu.

## Climat
Le climat de Nanning est de type tropical et est sujet au phénomène météorologique de la mousson. Il y fait très chaud en été et assez doux en hiver, avec une température moyenne annuelle de 21,6 °C. Le temps est souvent venteux voire plus, et très pluvieux, avec plus de 1 300 mm de précipitations annuelles. Il n'y gèle pas plus de 3 ou 4 jours par an, et il ne neige que très rarement.
| Mois                                | jan. | fév. | mars | avril | mai   | juin  | jui.  | août | sep.  | oct. | nov. | déc. | année   |
| ----------------------------------- | ---- | ---- | ---- | ----- | ----- | ----- | ----- | ---- | ----- | ---- | ---- | ---- | ------- |
| Température minimale moyenne (°C)   | 9,7  | 11,2 | 14,9 | 19,2  | 22,8  | 24,6  | 25,3  | 24,9 | 23,5  | 19,9 | 15,1 | 11   | 18,5    |
| Température moyenne (°C)            | 12,7 | 13,8 | 17,6 | 22,1  | 26    | 27,6  | 28,4  | 28   | 26,8  | 23,4 | 18,6 | 14,6 | 21,6    |
| Température maximale moyenne (°C)   | 17,2 | 17,7 | 21,6 | 26,3  | 30,6  | 32    | 33,1  | 32,7 | 31,7  | 28,4 | 23,8 | 19,8 | 26,3    |
| Précipitations (mm)                 | 34,9 | 45,7 | 49,8 | 106,9 | 187,9 | 215,8 | 201,3 | 214  | 124,5 | 72,3 | 44,7 | 22,9 | 1 320,7 |
| Nombre de jours avec précipitations | 6,1  | 8,3  | 8,4  | 9,8   | 11,7  | 11,9  | 12,3  | 13   | 7,6   | 6,4  | 5,4  | 3,8  | 104,7   |

## Histoire
La première trace de la ville remonte à 318 apr. J.-C. durant la dynastie Jin, lorsque Nanning s'appelait Xian de Jinxing. Depuis lors, son nom et ses frontières administratives ont changé plusieurs fois. Elle reçut au début de la dynastie Sui le nom Yongzhou. Ce n'est qu'en 1325 que la ville hérita de son nom actuel, Nanning. En 1914, elle devint la capitale de la région autonome du Guangxi à la place de Guilin, une autre ville du Guangxi.

## Population
En 2010, les districts urbains comptaient 3 437 171 habitants sur 6 523 kilomètres carrés, et sa juridiction compte au total 6 661 610 habitants. Sa population est composée de 36 groupes ethniques dont les groupes zhuang, han, miao et yao.

## Économie
En 2004, les exportations ont rapporté 5 milliards de dollars US ($). Nanning possède 6 zones de développement et parcs industriels, dont trois ont produit pour 6 milliards de RMB du PIB de Nanning.
Les ressources naturelles sont l'or, le fer, le manganèse, l'aluminium, le quartz, l'indium, le charbon, le marbre et le granit. Cette diversité représente un tiers des ressources minérales que l'on peut trouver en Chine.
Un certain nombre de zones de développement ont été créées :
- Nanning High-Tech Business DZ (南宁高新技术产业开发区)
- Nanning Economic and technology DZ (南宁经济技术开发区)
- Nanning Overseas Chinese Investment Zone (南宁华侨投资区)
- Nanning Qingxiu Mountain Resort/ Tourism Area (南宁青秀山风景名胜旅游区)
- Nanning Xiangsi Lake New Area (南宁相思湖新区)
- Nanning Liujing Industrial Park (南宁六景工业园区)

En 2004, le PIB total a été de 59,4 milliards de yuans, et le PIB par habitant de 9 126 yuans.

## Transports

### Chemin de fer
Nanning possède deux grandes gares ferroviaires : la gare de Nanning et la gare de Nanning-Est. Cette dernière est plus récente et constitue également la principale gare des trains à grande vitesse. Une troisième, la gare de Nanning-Nord, devrait ouvrir en 2023 pour le train à grande vitesse Guiyang-Nanning.
La gare de Nanning est un nœud ferroviaire pour les chemins de fer Nanning-Kunming, Nanning-Guangzhou et Hunan-Guangxi. Il est également prévu de construire une ligne ferroviaire à grande vitesse jusqu'à Pingxiang, à la frontière avec le Viêt Nam, afin de mieux intégrer le delta de la rivière des Perles et le sud-est de la Chine avec les membres de l'ANASE.
Fin 2013, des services à grande vitesse ont été introduits sur le chemin de fer Hunan-Guangxi et sur la ligne ferroviaire qui relie Nanning à Beihai (ainsi que son embranchement vers Fangchenggang).
Le Guangxi est également associé à la ligne ferroviaire à grande vitesse Guangzhou-Guiyang.

## Tourisme
Nanning est le point de pivot entre les paysages de Guilin connus pour la forme particulière de leurs montagnes, le nord et l'ouest du Guangxi et ses villages de minorités ethniques, et la frontière du Viêt Nam dans le sud. On peut aussi y visiter l'église du Sacré-Cœur-de-Jésus de Nanning et la cathédrale Notre-Dame de Chine.

## Cuisine
Les nouilles de riz Laoyou sont des nouilles de riz cuisinées avec de la farine dans l'eau. Elles sont servies avec des poivrons parfois sautés, des pousses de bambou, des haricots noirs, de l'ail, du porc et de la soupe.

## Faune et flore
Le climat tropical de Nanning lui confère une étonnante biodiversité. Y sont recensées de nombreuses espèces animales et plus de 3 000 espèces de plantes.

## Lycées et universités

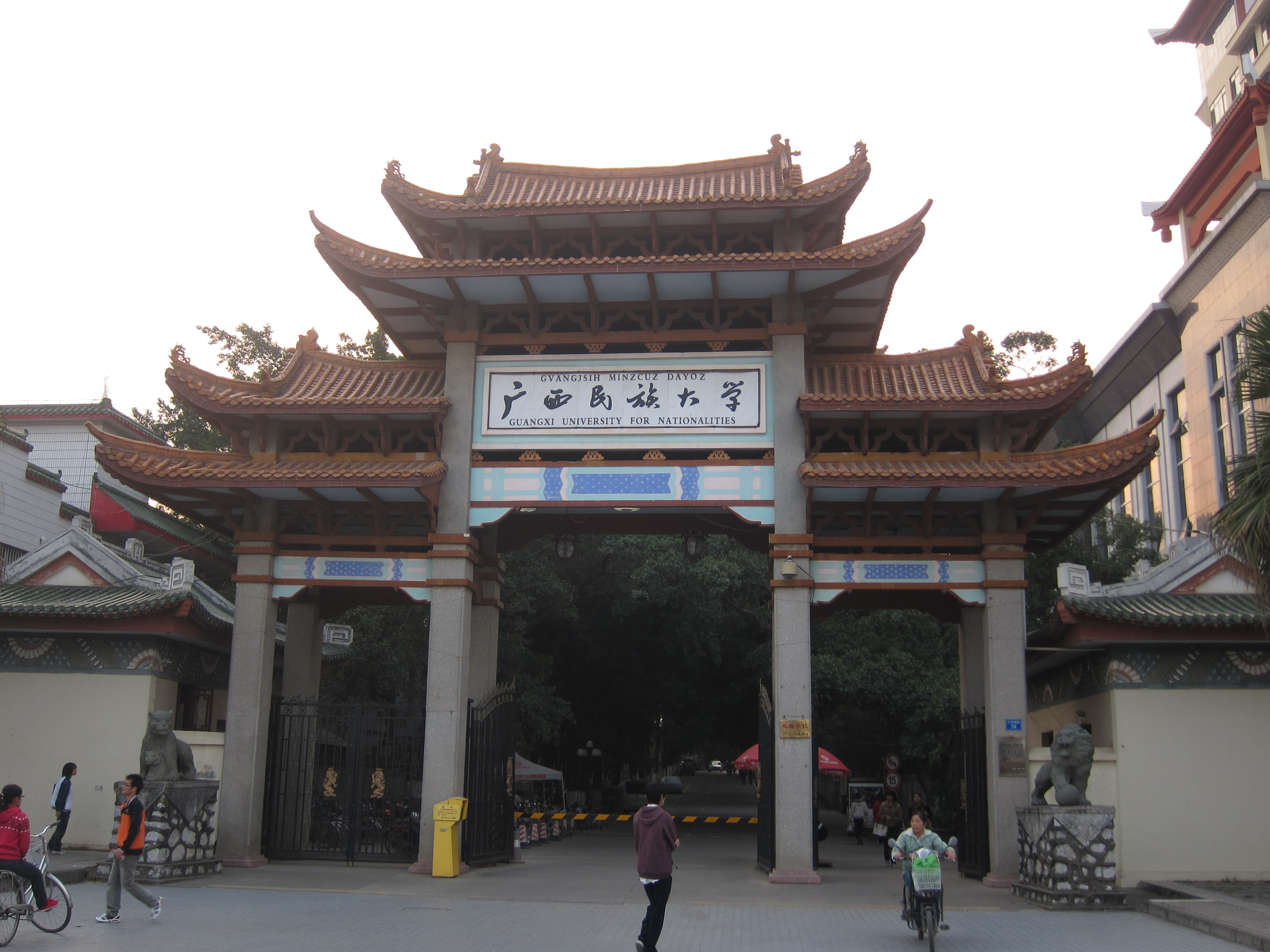
Guangxi University for Nationalities.

- Université du Guangxi (广西大学)[6] (Fondée en 1928)
- Guangxi Medical University (广西医科大学)[7]
- Guangxi University for Nationalities (广西民族大学)[8]
- Guangxi Teachers College (广西师范学院)[9] (Fondée en 1953)
- Guangxi Traditional Chinese Medical University (广西中医学院)
- Guangxi Arts College (广西艺术学院)
- Guangxi College of Finance and Economics (广西财经学院)[10]
- Guangxi Educational College (广西教育学院)[11]

## Jumelages
La ville de Nanning est jumelée avec :
- Knowsley (Royaume-Uni) depuis le 16 août 2005
- Gwacheon (Corée du Sud) depuis le 18 avril 2005
- Khon Kaen (Thaïlande) depuis le 25 août 2002
- Klagenfurt (Autriche) depuis le 13 juin 2002
- Provo (États-Unis) depuis le 27 septembre 2000
- Bundaberg (Australie) depuis le 12 mai 1998

## Personnalités liées à la ville
- Wu Shude (1959-), champion olympique d'haltérophilie.
- Liu Cuiqing (2000-), athlète handisport chinoise.

## Subdivisions administratives
La ville-préfecture de Nanning exerce sa juridiction sur douze subdivisions - six districts, une ville-district et cinq xian :
- le district de Qingxiu - 青秀区 Qīngxiù Qū ;
- le district de Xingning - 兴宁区 Xīngníng Qū ;
- le district de Xixiangtang - 西乡塘区 Xīxiāngtáng Qū ;
- le district de Liangqing - 良庆区 Liángqìng Qū ;
- le district de Jiangnan - 江南区 Jiāngnán Qū ;
- le district de Yongning - 邕宁区 Yōngníng Qū ;
- la ville-district de Hengzhou - 横州市 Héngzhōu Shì.
- le xian de Wuming - 武鸣县 Wǔmíng Xiàn ;
- le xian de Long'an - 隆安县 Lóng'ān Xiàn ;
- le xian de Mashan - 马山县 Mǎshān Xiàn ;
- le xian de Shanglin - 上林县 Shànglín Xiàn ;
- le xian de Binyang - 宾阳县 Bīnyáng Xiàn.